# 保生製藥公司
保生製藥股份有限公司簡稱「保生製藥公司」，以民間信仰醫藥之神「保生大帝」為名的疫苗工廠，於西元1984年11月01日由行政院開發基金管理委員會、交通銀行、中央投資公司、生技中心共同投資，為台灣第一個官方生物科技發展企業，首任董事長是生技中心汪彝定，主要業務:研發B型肝炎疫苗。最後不堪市場壓力和輿論影響，1995年依北院木民吉84年度司字 第131號解散清算完結，正式宣告台灣第一家生物科技公司的發展失敗。

## 歷史
西元 1984年由政府主導成立，於新竹科學園區興建Ｂ型肝炎疫苗廠，以自製供應部份國內需要之疫苗科技公司。保生製藥公司成立後，引進法國巴斯德藥廠的疫苗製造技術，開始生產第一代B肝疫苗，1986年疫苗成功問世，卻在上市時碰壁，先後跟衛生署、民意代表產生意見摩擦。1992年衛生署採納民意代表的意見, 不再採購第一代疫苗，接著跟美國藥廠購買第二代疫苗， 1994年 「保生製藥」的血漿疫苗幾乎完全退出市場，隔年正式宣佈解散，成為台灣第一個生物科技公司發展失敗的公司。